# Sino a ti
«Se non te»  —en español: «Sino a ti»— es una canción interpretada por la cantante y compositora italiana Laura Pausini. Se publicó como el segundo sencillo para Italia, de su más reciente producción discográfica 20 - The Greatest Hits. La compuso y produjo ella junto a su compatriota Niccolò Agliardi.
«Se non te», es uno de los tres temas inéditos con los que cuenta el recopilatorio.
El vídeo oficial se publicó en el canal oficial de la Warner Music Italy en YouTube, el vídeo cuenta la historia de los padres de Pausini, sus comienzos y los de Pausini, aparece cómo fan invitada Marika Lo Cicero. La música está compuesta por Laura Pausini y Paolo Carta, el texto está escrito por Laura Pausini y Niccolò Agliardi; la adaptación en español fue realizada por Jorge Ballesteros.

## Lista de canciones
Descarga digital
1. «Se non te»

## Posicionamiento en listas

### Semanales
| Bulgaria | Bulgaria Singles Top 40 | 40 |
| Italia   | Brani più ascoltati     | 1  |
| Italia   | Top Digital Download    | 8  |

## Sino a ti
Pausini confirmó que para su última producción discográfica, 20 - Grandes éxitos, contaría con una reedición para Argentina, Brasil, Estados Unidos y México que será publicado para el 23 de septiembre de 2014, en España será liberado el 4 de noviembre como fin promocional de su estancia en este país para ser la coach de la próxima edición de La voz España. Y finalmente en los Estados Unidos se publicará el 18 de noviembre como formato físico.
«Donde quedo solo yo», junto al cantante español Álex Ubago fue elegida como primer sencillo del álbum para España. Para la región de América Latina y Estados Unidos, «Sino a ti» junto con la cantante mexicana Thalía fue elegida como primer sencillo de la reedición y fue liberada el 26 de agosto de 2014. El vídeo fue estrenado en la cuenta de Warner Music Latina en Youtube el 3 de septiembre de 2014, contando en su día con alrededor de 200 000 visitas. Al día siguiente fue bloqueado de dicha cuenta y en la cuenta de Warner Music Italy en YouTube, fue publicado. En el vídeo se muestra a Pausini y Thalía juntas sobre un fondo blanco, la producción se rodó en la ciudad de Nueva York y fue dirigido por Leandro Manuel Emede y Nicolo Cerioni. Esta canción está dedicada a los hijos de las cantantes. Actualmente el vídeo musical cuenta con más de 4 000 000 millones de visitas.
Pausini fue integrada como jurado de La Voz... México en su cuarta temporada, junto a Ricky Martin, Yuri y Julión Álvarez.

## Lista de canciones
Descarga digital
1. «Sino a ti» sólo versión
2. «Sino a ti» con Thalía

## Posicionamiento en listas

### Semanales
| Estados Unidos | Latin Pop Digital Songs | 18 |
| México         | México Spanish Airplay  | 34 |